# Rainbow Tower
La Rainbow Tower (en español: Torre Arcoíris) es un edificio de 50,3 metros ubicado en la estación Rainbow Plaza del Rainbow Bridge, en Niagara Falls, Ontario (Canadá). Completada la construcción en 1947, la torre fue diseñada por el arquitecto William Lyon Somerville.

## Carillón
La Rainbow Tower alberga un carrillón (instrumento consistente en un teclado el cual controla una serie de campanas). El Rainbow Carillon suena tres veces cada día los 365 días del año y se compone de 55 campanas con un peso total de 43 toneladas. El instrumento es controlado mediante una serie de 55 bastones de roble y 30 pedales. La campana más grande, llamada bourdon, mide 2,4 metros de diámetro y 2 metros de altura, con un peso de 10 toneladas (el tono de esta campana es E). Por su parte, la campana más pequeña pesa menos de 4,1 kilogramos y posee una circunferencia de 146 milímetros.
La fundición de las campanas empezó en 1941 y corrió a cargo de la empresa John Taylor & Co, de Loughborough, Inglaterra, aunque la misma se vería interrumpida por el estallido de la Segunda Guerra Mundial. El proceso se reanudó en 1945 y concluyó en 1947. Cuando la torre fue construida contenía un pequeño apartamento para el carrillonero. Las campanas dejaron de sonar de 1998 a 2001 debido a una restauración, mientras que para 2002 la Niagara Falls Bridge Commission ya había reemplazado al carrillonero residente por un sistema completamente automatizado. El instrumento aún se puede tocar manualmente, pero se halla mayormente automatizado para permitir que este pueda sonar con frecuencia.

## Carrilloneros
Numerosos canadienses y al menos dos estadounidenses (Kleinschmidt y Werblow) han servido como carrilloneros:
- Robert B. Kleinschmidt (1910-1959): 1948-1959

- John Leland Richardson (1906-1969): 1960-1969

- Gordon Frederick Slater (1950-): 1972-1975[4]

- Robert Donnell (1910-1986): 1975-1976[5]

- June Somerville: 1976-1992[6]

- Gloria Werblow: 1986-1998[7]

## En el cine
La Rainbow Tower aparece en la película Niágara (1953). Varias escenas fueron filmadas a las afueras de la torre, mientras que la escena de la persecución en el interior fue rodada en una sola toma mediante el sistema Technicolor de tres tiras.